# كارولين ليفات

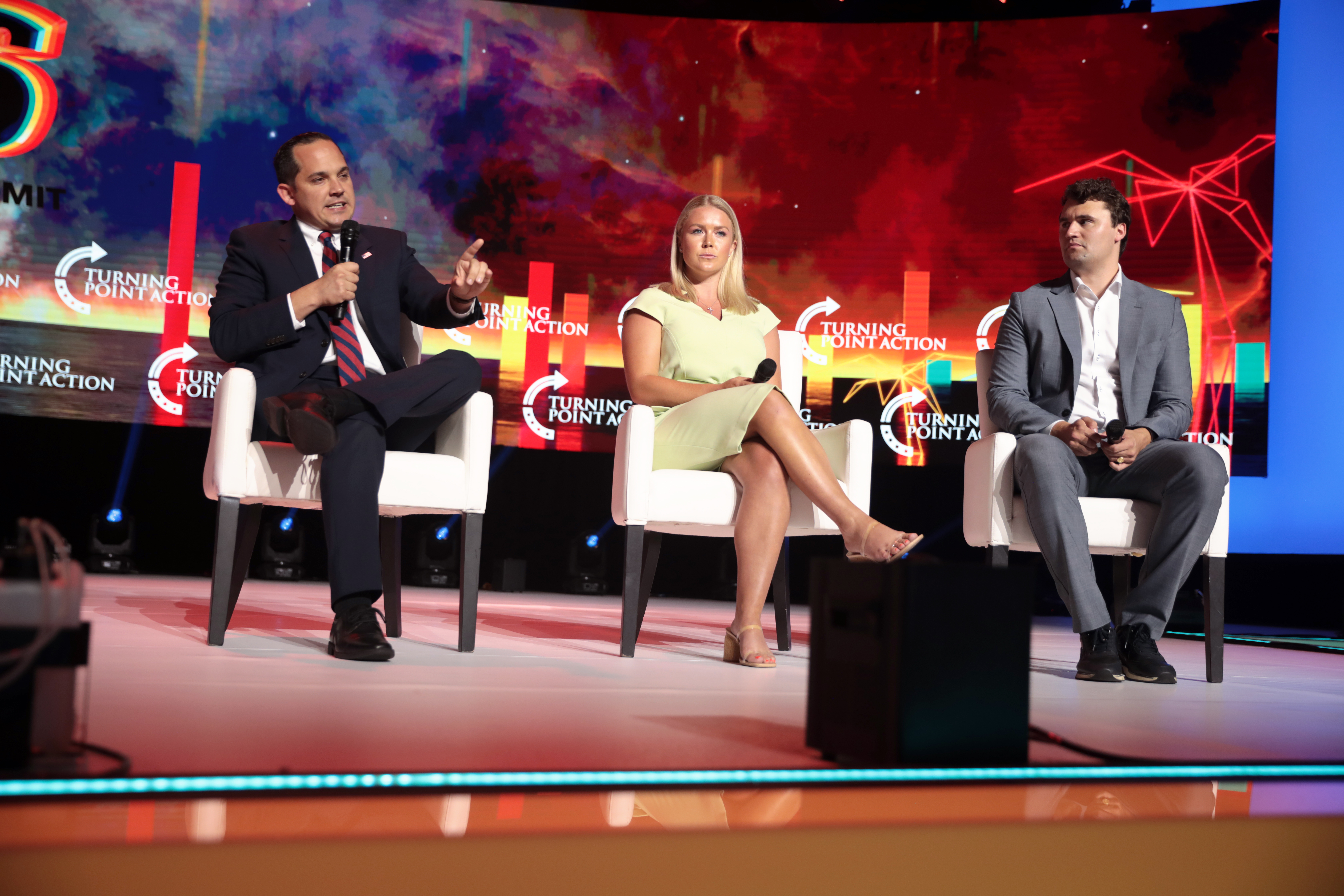
ممثل الولاية أنتوني ساباتيني وكارولين ليفات وتشارلي كيرك يتحدثون مع الحاضرين في قمة العمل الطلابي 2022 في مركز مؤتمرات تامبا في تامبا بولاية فلوريدا.

كارولين كلير ليفات (من مواليد 25 أغسطس 1997) هي مساعدة سياسية أمريكية ومسؤولة حكومية تعمل كسكرتيرة صحفية للبيت الأبيض في عهد الرئيس دونالد ترامب منذ يناير 2025. وهي السكرتيرة الصحفية السادسة والثلاثين والأصغر سناً للبيت الأبيض في التاريخ.

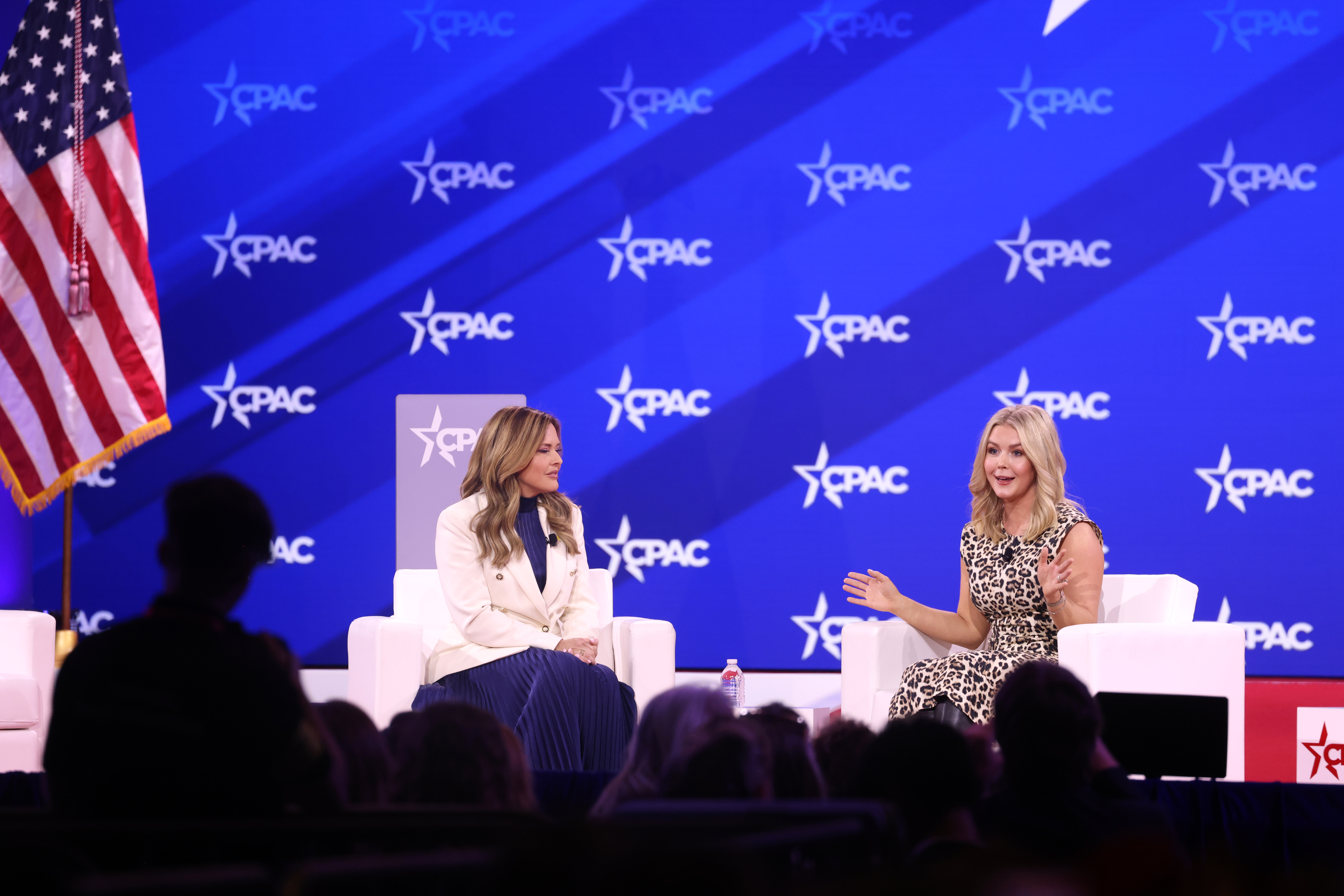
مع مرسيدس شلاب في مؤتمر العمل السياسي المحافظ لعام 2025 (CPAC) في منتجع جايلورد الوطني ومركز المؤتمرات في ناشيونال

كانن ليفات كاتبة رئاسية ومساعد للمتحدث باسم الصحافة خلال الإدارة الأولى لدونالد ترامب. عام 2022، ترشحت لمجلس النواب الأمريكي في الدائرة الأولى في نيو هامبشاير، وفازت بترشيح الحزب الجمهوري قبل أن تخسر في الانتخابات العامة أمام الديمقراطي كريس باباس. كانت المتحدثة باسم MAGA Inc.، وهي لجنة عمل سياسي مؤيدة لدونالد ترامب، وعملت كسكرتيرة صحفية وطنية لحملة دونالد ترامب الرئاسية لعام 2024.

## النشاة والتعليم
ولدت كارولين كلير ليفات في أتكينسون، نيوهامبشاير، حيث نشأت كاثوليكية رومانية. كانت عائلتها تمتلك متجر آيس كريم ووكالة لبيع الشاحنات المستعملة في بلايستو، نيو هامبشاير. التحقت بمدرسة سنترال كاثوليك الثانوية في لورانس القريبة لماساتشوستس، وتخرجت عام 2015، ثم التحقت بكلية سانت أنسيلم في منحة دراسية للكرة اللينة الجامعية للقسم الثاني من الرابطة الوطنية لرياضة الجامعات. كانت ليفات صريحة في الحرم الجامعي بشأن دعمها لإدارة ترامب. مقالاتها في صحيفة المدرسة تتضمن دفاعًا عن حظر السفر الذي فرضه ترامب وانتقاد لوسائل الإعلام الإخبارية. أسست أول نادي إذاعي في المدرسة. أثناء دراسته في الكلية، عمل ليفات في قناة Hearst Television WMUR-TV. تخرجت في عام 2019 بدرجة البكالوريوس في الاتصالات والسياسة، وهي الأولى في عائلتها المباشرة التي تحصل على شهادة جامعية.

## الحياة المهنية
الأثناء دراستها في كلية سانت أنسيلم، تدربت ليفات في قناة فوكس نيوز. في الصيف الذي سبق عامها الأخير في الكلية، تدربت ككاتبة في مكتب المراسلات الرئاسية في البيت الأبيض. عادت لفترة وجيزة بعد تخرجها في عام 2019، قبل الانضمام إلى مكتب الصحافة في البيت الأبيض كمساعدة سكرتيرة صحفية تحت قيادة كايلي ماكناني. بعد انتهاء إدارة ترامب الأولى، تم تعيينها كمديرة اتصالات للممثلة الجمهورية الأمريكية إليز ستيفانيك من نيويورك.

### الحملة الانتخابية للكونغرس 2022
عام 2022 أعلنت ليفات أنها ستترشح لعضوية مجلس النواب الأمريكي في الدائرة الأولى في نيو هامبشاير. وقد جذبت الانتخابات التمهيدية للحزب الجمهوري الانتباه لأن كلا المرشحين كانا من الموظفين السابقين في إدارة ترامب. تميزت ليفات بأسلوبها الوقح الذي يشبه أسلوب ترامب، واكتسبت أنصارًا من اليمين بما في ذلك لورين بويبرت، وتيد كروز، ومرشدتها إليز ستيفانيك.   انتقدت مات مويرز بالإشارة إلى " المستنقع " و"الجمهوريين المؤسسين" لتمويله من لجان العمل السياسي الخارجية. وصفت صحيفة نيويورك تايمز المرشحين بأنهما متشابهان أيديولوجيًا واقترحت أن الانتخابات التمهيدية كانت مسألة لهجة وليس سياسة.
في سبتمبر 2022 فاز ليفات بالانتخابات التمهيدية للحزب الجمهوري في فوز مفاجئ. بعد خسارتها في الانتخابات العامة أمام المرشح الديمقراطي كريس باباس بفارق ثماني نقاط مئوية،  عملت لصالح مجموعة من العملاء. رفضت الترشح مرة أخرى في عام 2024.
عام 2022، واجهت ليفات شكوى من لجنة الانتخابات الفيدرالية من منظمة End Citizens United تزعم أن حملة ليفات وأمين صندوقها قبلوا بشكل غير قانوني تبرعات للحملة تتجاوز الحد القانوني ولم يسددوا لمتبرعيها أبدًا.  في يناير 2025، كشفت ليفات في 17 ملف معدل للحملة عن ديون حملة غير مدفوعة بقيمة 326.370 دولار، والتي فشلت في الكشف عنها لعدة سنوات. كان ما يقرب من 200 ألف دولار من الدين يتألف من تبرعات غير مشروعة للحملة تجاوزت حدود تمويل الحملة ولم تسددها أبدًا، في انتهاك لقوانين تمويل الحملة.

### السكرتير الصحفي لترامب

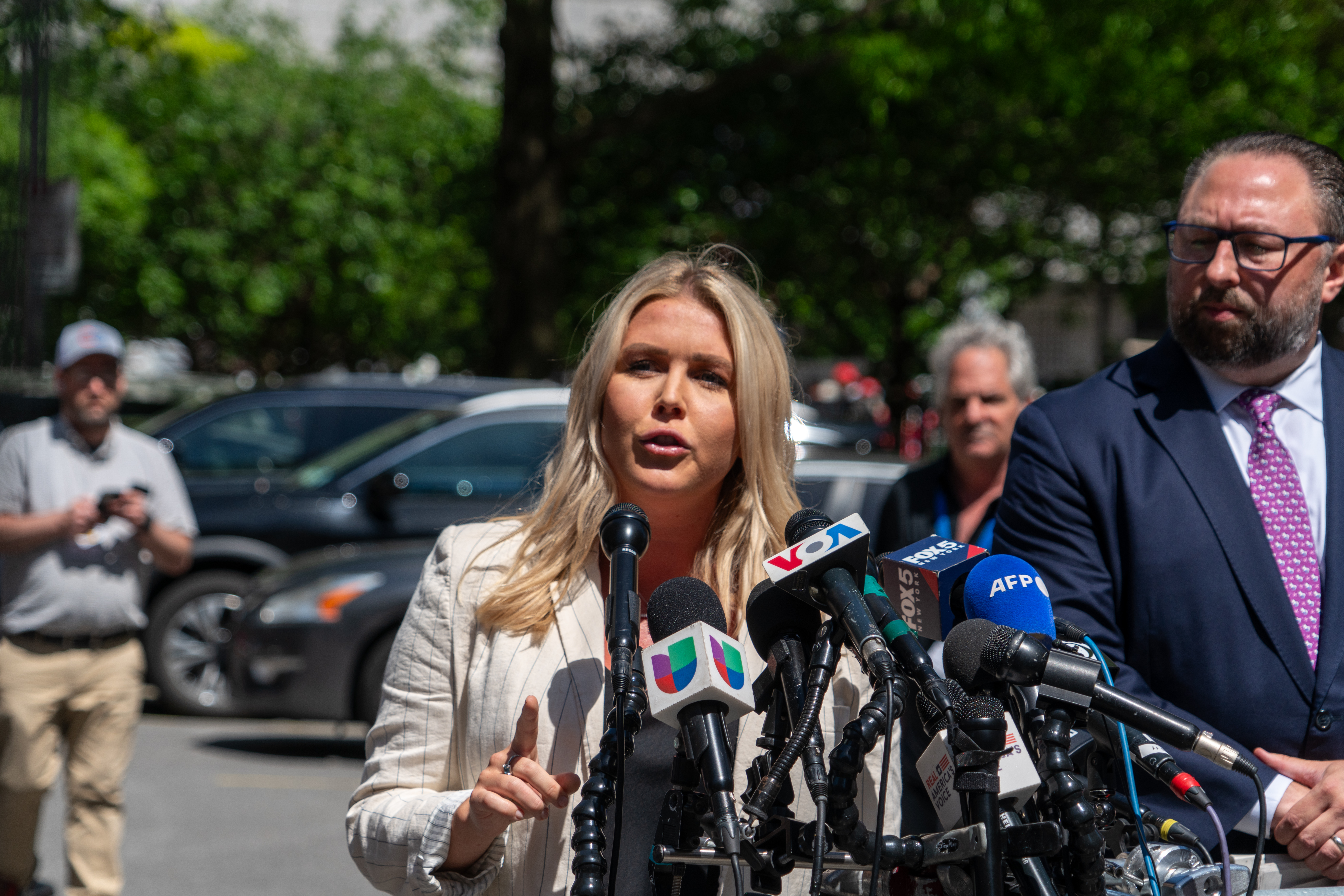
ليفات يتحدث للصحافة خارج محاكمة دونالد ترامب في نيويورك، مايو 2024

في يناير 2024، قبل ليفات دور السكرتير الصحفي الوطني للحملة الرئاسية لدونالد ترامب لعام 2024.  في إحدى ظهوراتها الصحفية على برنامج CNN This Morning، تم إبعادها عن الهواء بسبب جدالها حول المشرفين على مناظرات CNN.  كان ليفات مدرب لمشروع "الحوكمة المحافظة" لعام 2025 برنامج تدريبي 101 بوصة.

### السكرتير الصحفي للبيت الأبيض
في 15 نوفمبر 2024، اختارها دونالد ترامب كمتحدث باسم البيت الأبيض خلفًا لكارين جان بيير. تولت منصبها في 20 يناير 2025. وهي أصغر سكرتيرة صحفية للبيت الأبيض يتم تعيينها على الإطلاق.

## الحياة الشخصية
تزوجت من نيكولاس ريشيو، وهو مطور عقارات يكبرها بـ 32 عام.   أعلنا خطوبتهما في ديسمبر 2023 وتزوجا في حفل خاص.  
أنجبت ابنهما في 10 يوليو 2024.  كانت تخطط للذهاب في إجازة أمومة، لكنها غيرت رأيها بعد رؤية محاولة اغتيال دونالد ترامب في بنسلفانيا في 13 يوليو 2024، واستأنفت مهامها المهنية.   وتنسب الفضل إلى تعليمها الكاثوليكي في غرس القيم المؤيدة للحياة والانضباط وأهمية الخدمة العامة.

## روابط خارجية
- مرات الظهور على سي-سبان

| المناصب السياسية    | المناصب السياسية                       | المناصب السياسية |
| ------------------- | -------------------------------------- | ---------------- |
| سبقه كارين جان بيير | السكرتير الصحفي للبيت الأبيض 2025–الان | الحالي           |